# Oyster Reef
Oyster Reef är ett rev på Stora barriärrevet i Australien.   Det ligger 35 km nordost om Cairns i delstaten Queensland.
Det ligger mellan Arlington Reef, Upolu Cay och Michaelmas Cay.